# Eymet
 Eymet  (en occitano Aimet) es una población y comuna francesa, situada en la región de Aquitania, departamento de Dordoña, en el distrito de Bergerac y cantón de Eymet.

## Demografía
| 2780 | 3034 | 2927 | 2880 | 2769 | 2552 |
| Para los censos de 1962 a 1999 la población legal corresponde a la población sin duplicidades (Fuente: INSEE [Consultar]) |      |      |      |      |      |

## Puntos de interés
- Château de Pouthet